# San Miguel (Chile)
San Miguel es una comuna ubicada en el sector sur de la ciudad de Santiago, capital de Chile. Fue fundada en 1896, debe su nombre al Arcángel Miguel. Es una comuna residencial, multiclasial y comercial. Limita al norte con la comuna de Santiago, al este con San Joaquín, al oeste con Pedro Aguirre Cerda y al sur con San Ramón y La Cisterna.

## Historia
El 10 de agosto de 1896, siendo presidente el almirante Jorge Montt, se estableció por decreto supremo la comuna de San Miguel, segregándose las subdelegaciones 6.ª (Santa Rosa) y 7.ª (Subercaseaux) del territorio de la municipalidad de Ñuñoa.
Lleva el nombre de San Miguel porque entre los muchos conquistadores que llegaron a Chile, acudió al llamado de la aventura Gaspar Banda de Aguilar, acompañando a Diego de Almagro. Pero en 1538, cuando Banda retorna a su país, el Tribunal del Santo Oficio de la Inquisición lo persigue por hereje. Ante ello, Banda hizo una manda, es decir, un voto o promesa, a San Miguel Arcángel; como salió bien del proceso, elevó en su memoria una ermita en las tierras de la comuna, que en la actualidad se encuentra en la iglesia del mismo nombre, ubicada en la Gran Avenida. Trescientos años después el nombre dedicado a esta ermita servirá de nombre bautismal al lugar. La parroquia fue fundada el 20 de septiembre de 1881, gracias a la donación de terrenos que hicieron Gregorio Mira Iñiguez y su esposa Mercedes Mena Alviz, dos grandes terratenientes y benefactores de la época.
Francisco Solano Asta-Buruaga y Cienfuegos escribió en 1899 en su Diccionario Geográfico de la República de Chile: 717  sobre el lugar:

San Miguel Arcángel.-—Asiento de parroquia en el barrio austral de la ciudad de Santiago con escuela gratuita, estafeta y oficina de registro civil.

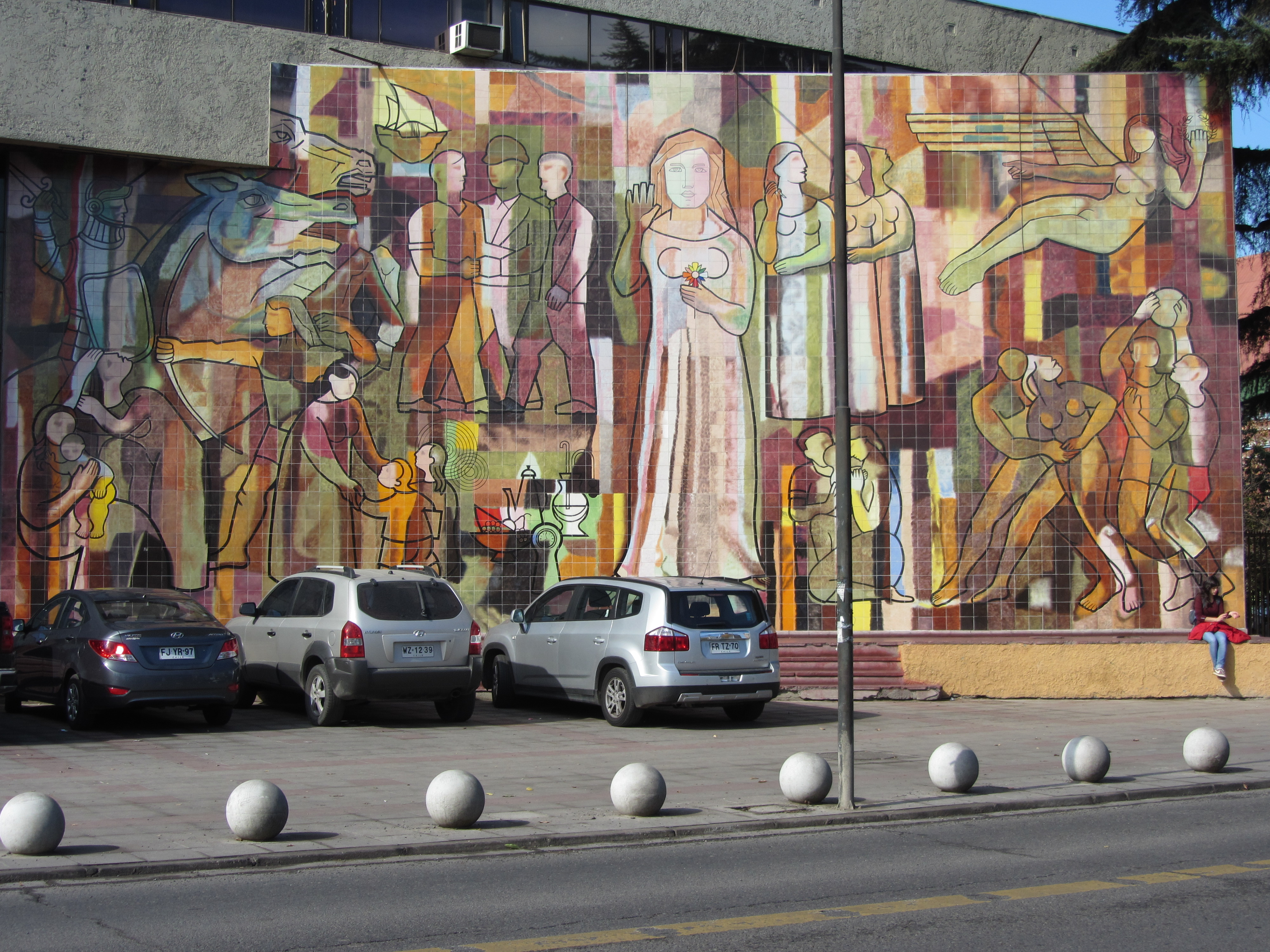
Mural Encuentro, de Fernando Marcos Miranda, frontis de la municipalidad.

Hasta iniciado el siglo XX, la ciudad de Santiago no llegaba más allá de la línea del Ferrocarril de Circunvalación, que se extendía por el Zanjón de la Aguada: este era el límite meridional de la capital chilena. A comienzos de los años 1920, una relativa bonanza económica permitió el asentamiento de diversos grupos humanos en la zona que estaba al sur del límite meridional, zona que se denominaba San Miguel. Pronto el sector vio florecer barrios de funcionarios públicos, nuevos profesionales y familias de clase media. Un plan regulador estableció las directrices del plan urbano, y San Miguel comenzó a desarrollarse mediante un plan ordenado hasta la entrada del nuevo siglo.
Durante años, San Miguel llegó a ser una de las comunas más grandes dentro del área metropolitana, llegando por el poniente hasta la línea férrea que va al sur, mientras que al oriente llegaba hasta Vicuña Mackenna. Sin embargo, durante el período de dictadura militar encabezado por el general Augusto Pinochet, la comuna fue dividida en tres, separándose los territorios de Pedro Aguirre Cerda (recién se reconoce como comuna en 1991) y San Joaquín, quedando San Miguel con sus actuales límites. Hasta la división de San Miguel en los años 1980, los límites de la comuna eran el perímetro conformado por avenida San Joaquín (actual Carlos Valdovinos), Club Hípico, la línea del Ferrocarril de Circunvalación, Vicuña Mackenna, Punta Arenas, Yungay, P. Verdugo (actual Cardenal Raúl Silva Henríquez), Lo Ovalle, Ochagavía (actual Autopista Central), Melinka, avenida La Feria (actual Clotario Blest), calle Caren y la vía férrea Longitudinal Sur.
El presente siglo, ha consolidado a San Miguel como una comuna líder del sector sur de la capital. Ello se refleja en la diversificación del comercio y de los servicios en el eje de Gran Avenida, así como del enorme crecimiento en altura de edificios residenciales y comerciales, que alcanza a más del centenar.

## Medio ambiente

### Geomorfología y componentes abióticos

Trazado simplificado de los ecosistemas y cuerpos de agua presentes en la comuna de San Miguel.

La comuna de San Miguel se encuentra emplazada en la unidad geomorfológica de Cuenca de Santiago; y presenta según la clasificación climática de Köppen clima mediterráneo de lluvia invernal (Csb). Esta además se halla en la cuenca hidrográfica de río Maipo. Además, la comuna posee diversos cuerpos de agua, entre los que se destacan el Zanjón de la Aguada.

### Componentes bióticos
Dentro del territorio de la comuna se podrían hallar los siguientes ecosistemas; sin embargo, debido a que la totalidad de su superficie se halla urbanizada, no existen vestigios de zonas naturales sin intervención humana:
- Bosque espinoso mediterráneo interior donde predominan Acacia caven y Prosopis chilensis (Vulnerable)

### Medidas de protección ambiental y conflictos socioambientales
Hasta 2022, la comuna de San Miguel no cuenta con áreas territoriales destinadas a la protección ambiental:

## Demografía
De acuerdo a las estadísticas que se desprenden del censo de 2017, San Miguel cuenta con 107 954 habitantes, de los cuales 50 738 son hombres y 57 216 mujeres. A pesar de su cariz de comuna residencial, la Gran Avenida y sus alrededores genera un importante comercio en el cual se emplean numerosos habitantes de la capital. Cabe destacar que es una zona muy apetecida por las inmobiliarias, lo que genera una oferta destacable para nuevas familias santiaguinas de clase media que buscan barrios históricos y consolidados.

### Sectores

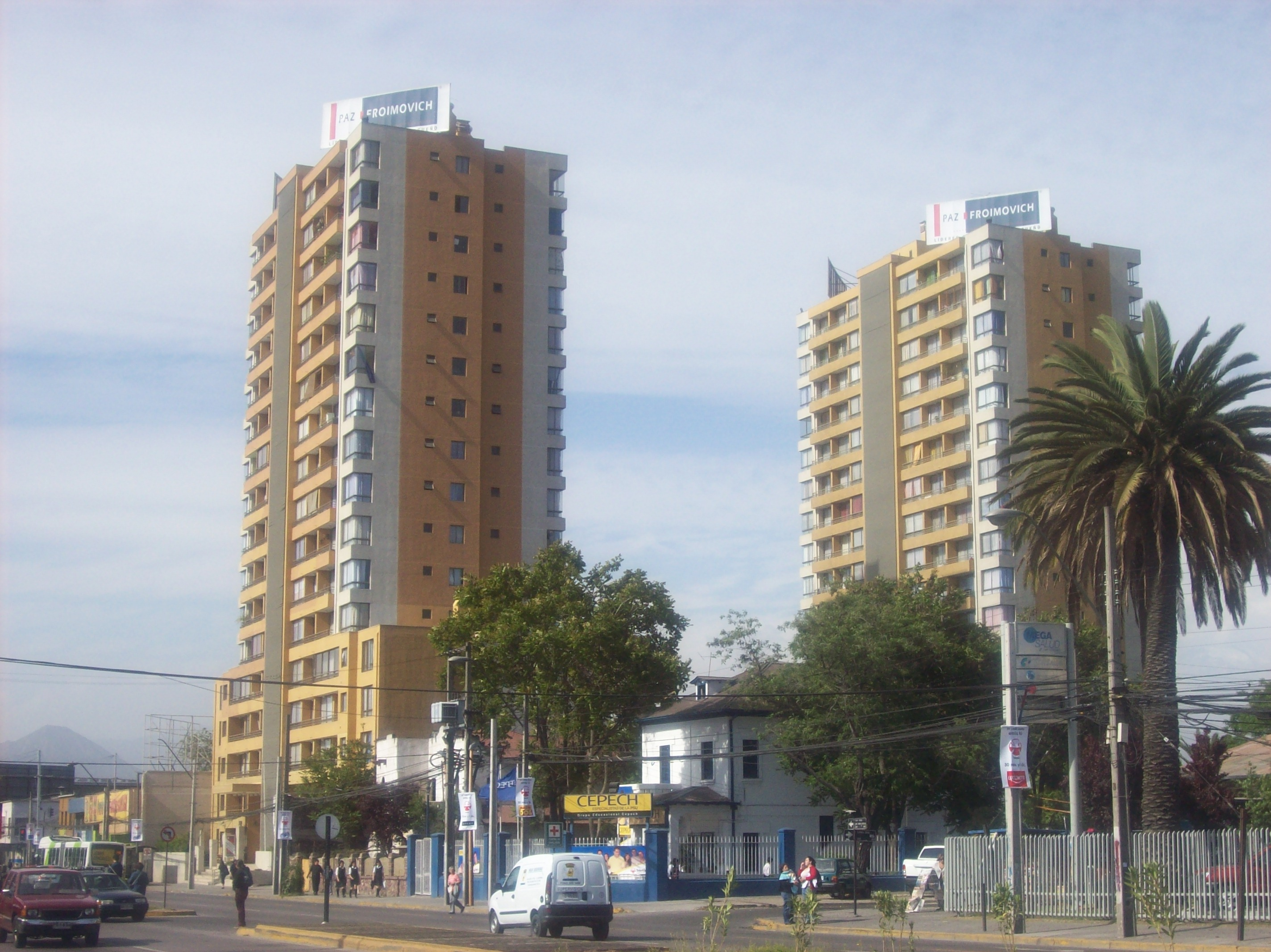
Departamentos en Gran Avenida.

Destaca la gran cantidad de edificios residenciales y de oficinas, entre ellos el edificio Cava El Llano, el más alto de la comuna con 24 pisos y 80 metros de altura, construido sobre la base conservada y restaurada de una cava de vinos del siglo XIX perteneciente a la familia Vial.
- Población Silva Vildósola
- Barrio Montiel
- Barrio Barros Luco
- Barrio San Miguel Oriente
- Barrio Germania
- Barrio Madeco
- Barrio Plaza Llico
- Barrio Carmen Mena
- Barrio Recreo
- Población Brasilia
- Barrio Sebastopol
- Barrio Ciudad del Niño
- Barrio Lo Ovalle
- Barrio Atacama
- Población Los Molineros
- Villa San Miguel
- Barrio Gauss
- Barrio Lo Vial
- Barrio El Llano

## Administración

### Municipalidad

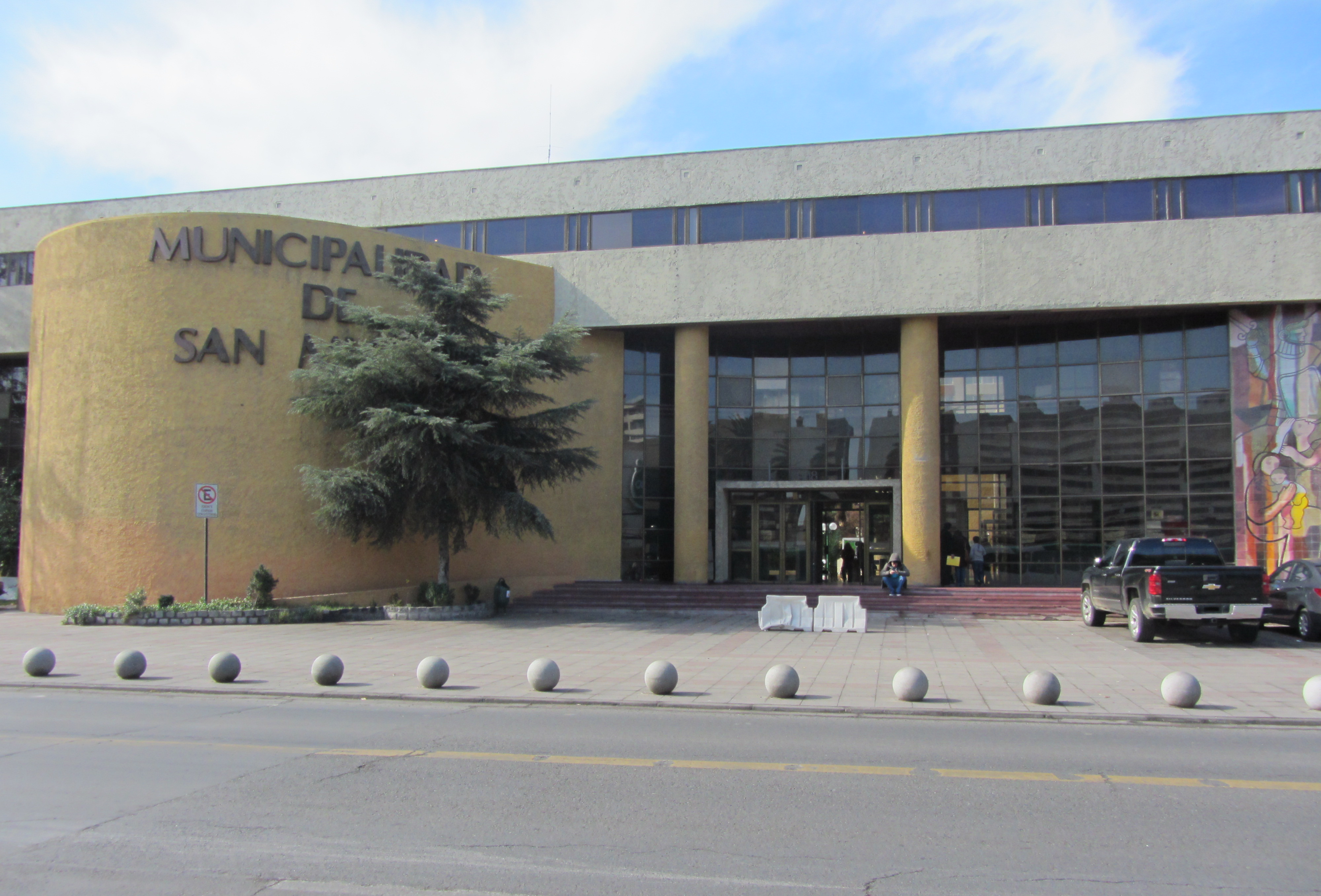
Municipalidad.

La Municipalidad de San Miguel para el periodo 2024-2028 es dirigida por la alcaldesa Carol Bown Sepúlveda (UDI) y el concejo municipal conformado por los concejales:
- Eva Merino Garcés (REP)
- Claudio Escobar Oyarzún (Ind.)
- Gabriel Zúñiga Aravena (PS)
- Felipe Guevara Stephens (RN)
- Viviana Llambias Miranda (FA)
- Claudia Rojas Miranda (UDI)
- Carla Santana Bustamante (PCCh)
- Luis Sanhueza Bravo (RN)

### Representación parlamentaria
San Miguel forma parte de la circunscripción senatorial VII y del distrito electoral 13. Es representada en la Cámara de Diputados del Congreso Nacional por los siguientes diputados:
- Cristhian Moreira Barros (UDI)
- Eduardo Durán Salinas (RN)
- Daniel Melo Contreras (PS)
- Gael Yeomans Araya (FA)
- Lorena Pizarro Sierra (PCCh)

En el Senado, la representan:
- Manuel José Ossandón Irarrázabal (RN)
- Luciano Cruz-Coke Carvallo (Evópoli)
- Rojo Edwards Silva (PSC)
- Claudia Pascual Grau (PCCh)
- Fabiola Campillai Rojas (Ind.)

## Economía
En 2018, la cantidad de empresas registradas en San Miguel fue de 5.070. El Índice de Complejidad Económica (ECI) en el mismo año fue de 2,11, mientras que las actividades económicas con mayor índice de Ventaja Comparativa Revelada (RCA) fueron Adobo y Teñidos de Pieles, Fabricación de Artículos de Piel (135,84), Venta al por Menor a Cambio de una Retribución o por Contrata (33,85) y Fabricación de Bombas, Grifos, Válvulas, Compresores, Sistemas Hidráulicos (31,93).
Con respecto al comercio, la presencia de diversas cadenas de retail es notoria: las cadenas de supermercados Líder, Unimarc y Jumbo en rubro alimenticio, además de los Easy y Homecenter Sodimac, entre otros comercios. La comuna también cuenta con dos centros comerciales, Portal El Llano y Espacio Urbano Gran Avenida.

## Servicios

### Salud

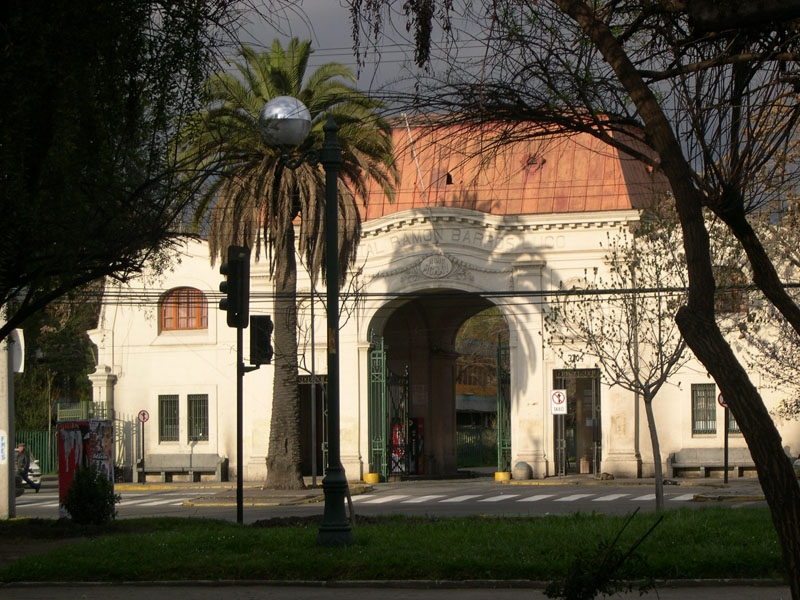
Frontis del Hospital Barros Luco-Trudeau desde el parque El LLano.

En la comuna se encuentra la sede del Servicio de Salud Metropolitano Sur. Cuenta con tres hospitales públicos: el Hospital Barros Luco-Trudeau, el de Enfermedades Infecciosas Lucio Córdova, y el Hospital de niños Exequiel González Cortés. 
Posee dos consultorios municipales: Barros Luco y Recreo.
Existe gran cantidad de centros médicos tales como Integra Médica, Vida Integra, Red Salud, Clínica Bauss, San Nicolás, Oftalmológico El Llano, etc. Así como una sede de la Cruz Roja.

### Educación

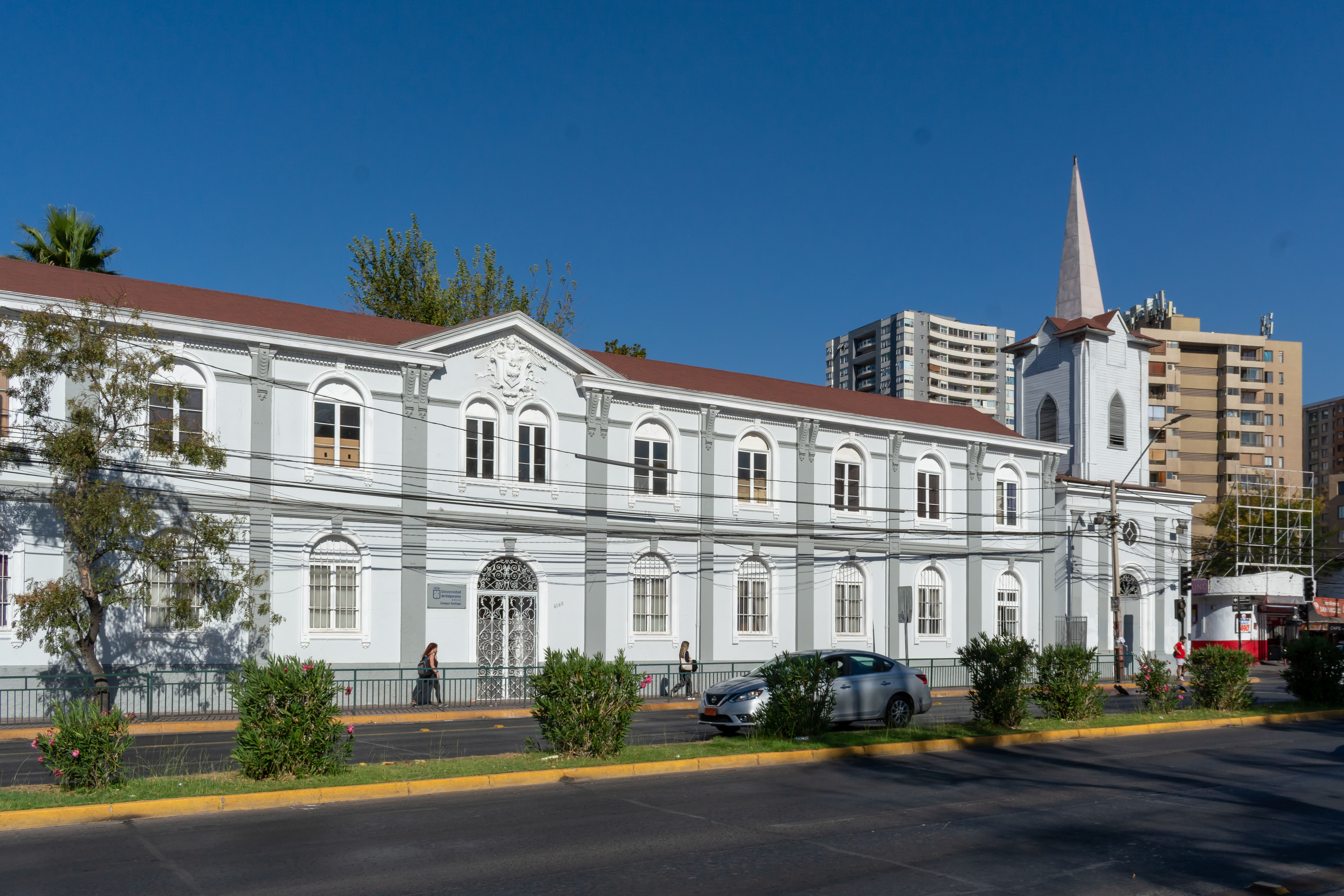
Campus Santiago de la Universidad de Valparaíso

#### Educación Superior
- Universidad de Valparaíso, Campus Santiago.

- Universidad de Chile, Facultad de Medicina, Campus Sur.

- Universidad Autónoma de Chile.

- Instituto Técnico Profesional de la Universidad de Chile (ITPUCH).
- Centro de Formación de la Industria Chileno-Francés (CFI).

#### Establecimientos municipales:
- Escuela Básica E-464 Santa Fe

- Escuela Básica E-466 Pablo Neruda

- Escuela Básica D-471 Territorio Antártico Chileno

- Escuela Básica D-493 Llano Subercaseaux

- Escuela Especial E-497 Los Cedros del Líbano

- Escuela F-801 Hugo Morales Bizama

- Instituto Regional de Adultos E-510 IREA

- Liceo A-92 Betzabé Hormezábal de Alarcón

- Liceo A-94 Andrés Bello

#### Establecimientos privados o subvencionados
- Escuela Nacional de Artes Gráficas

- Colegio Gran Avenida

- Colegio Chile

- Colegio Corazón de María

- Colegio Parroquial San Miguel

- Colegio Santa Rosa

- Colegio Santo Cura de Ars

- Instituto Miguel León Prado

- Instituto San Miguel Arcángel (Hijas de María Auxiliadora)

- Liceo Politécnico San Luis

- Liceo Técnico A-100 San Miguel

- Pan American College

- Saint Patrick School

- San Cristóbal College

- Subercaseaux College

- Colegio D'Madrid

- Colegio Religioso Santa Margarita

- Colegio Ecole Noel

### Seguridad y orden público
- Carabineros de Chile: Cuenta con la 12° Comisaría de San Miguel.
- Policía de Investigaciones de Chile: Posee en la Comuna la Prefectura Sur, y la BICRIM San Miguel.
- Bomberos de Chile: La comuna cuenta con la Tercera Compañía del Cuerpo de Bomberos Metropolitano Sur.
- Dirección General de Movilización Nacional: Se encuentra el Cantón de Reclutamiento "San Miguel"

### Justicia
La comuna es un centro judicial de primer orden, por ser sede de la Corte de Apelaciones de San Miguel, cuyo territorio jurisdiccional comprende parte de la Región Metropolitana. Cuenta con los siguientes Juzgados de Letras: 1° Civil, 2° Civil, 3° Civil, 4° Civil, 8° del Crimen, 1° Laboral, 2° Laboral, de Cobranza Laboral y Previsional, 1° de Familia, 2° de Familia. Alberga la Cárcel de San Miguel.

## Cultura

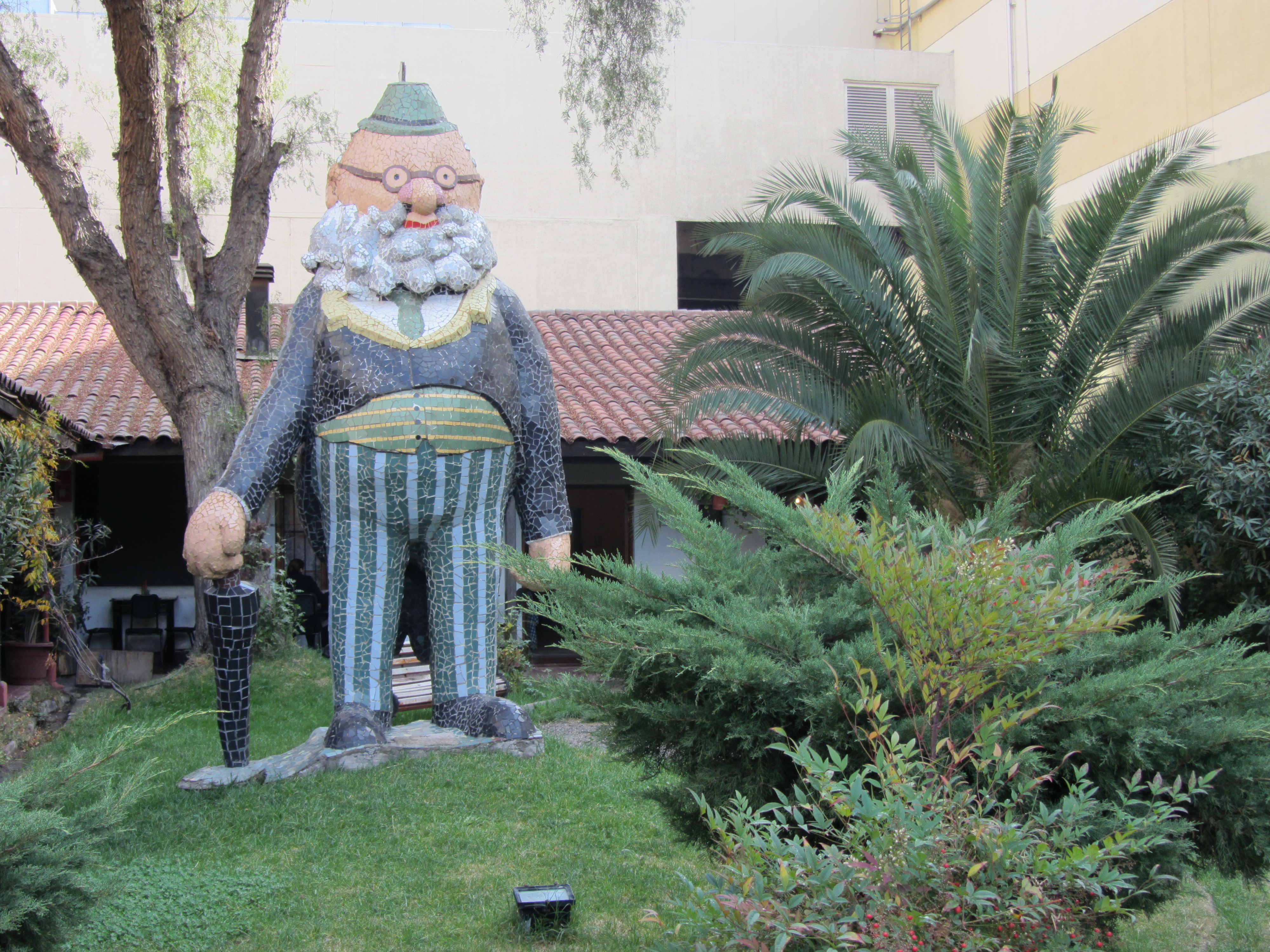
Estatua de Federico Von Pilsener.

El Parque del Cómic, inaugurado en 2008, corre a lo largo del Llano Subercaseaux y la Gran Avenida, entre las calles María Auxiliadora y alcalde Pedro Alarcón. Se compone de un paseo de la fama, con 97 viñetas de personajes de historietas chilena y cuatro grandes estatuas, obras del escultor Sammy Salvo Hidalgo —de Condorito, Pepe Antártico, Ogú, Mampato-; una quinta, de Federico Von Pilsener, está en el jardín interior de la Casa de la Cultura, junto a la biblioteca pública. Creación de un grupo de sanmiguelinos agrupados en el Centro Nacional de Cómic, entre los que se encuentran el escritor Omar Pérez Santiago, Patricio Flores, Edwin Salinas, Jorge Pérez y Emilio Gutiérrez, es un homenaje a los grandes historietistas del país.
La citada Casa de la Cultura se encuentra en el Llano Subercaseaux 3519, al lado del Jumbo, en una casona colorada de fachada colonial, construida en las antiguas bodegas de la viña Subercaseaux, en medio del terreno que antes perteneciera a Ramón Subercaseaux Vicuña. Allí funciona su biblioteca, que lleva el nombre de Harald Edelstam y, en la antigua cava, la Sala Fray Pedro Subercaseaux —para exposiciones y otros eventos culturales—, en honor al pintor que se crio en estas tierras.
En la misma zona, a pasos la estación de metro San Miguel, está la plaza José Miguel Carrera, con la estatua del prócer. El escultor francés Auguste Dumont representó a Carrera de pie, vestido con su uniforme de mayor de húsares de Galicia. Anteriormente la escultura se alzaba en la Alameda, pero fue quitada de su lugar cuando se erigió otra —esta vez hecha por el chileno Héctor Román, que lo representó montado en su caballo Puelche— y estuvo relegada en un patio municipal hasta que la Municipalidad de San Miguel la rescató para colocarla finalmente al lugar donde se encuentra hoy.

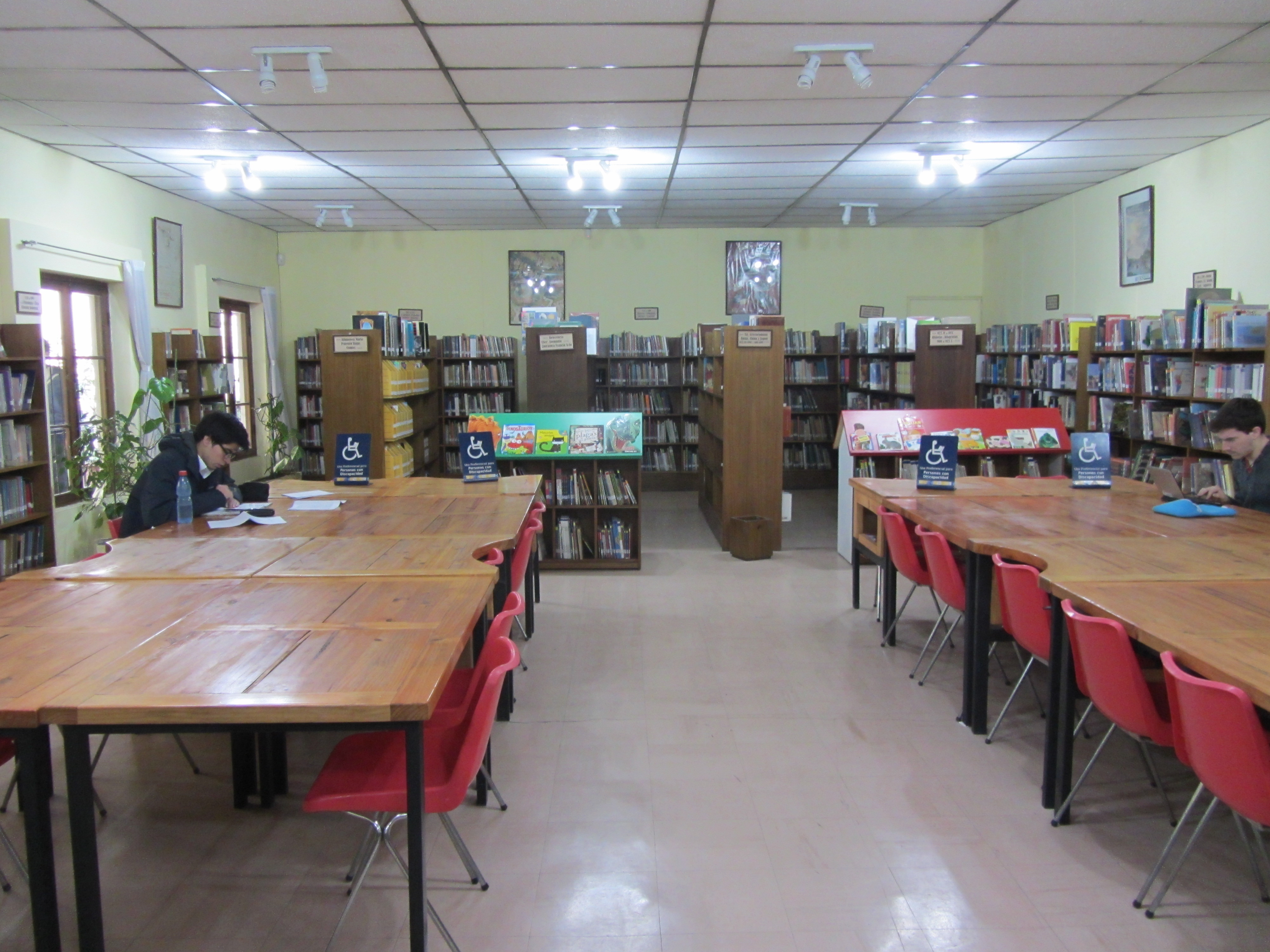
Sala de biblioteca municipal Harald Edelstam.

Frente a la estatua de Carrera se puede apreciar un gran mural en la fachada de ingreso de la Municipalidad. La enorme pintura, en cerámica esmaltada, lleva por título Encuentro, tiene 8,6 metros de alto por 18,30 de largo y fue ejecutada en 1994 por Fernando Marcos Miranda. Según el artista, busca recrear la memoria histórica y los arquetipos, ya clásicos, de la familia, el trabajo y la libertad. Frente al costado de la municipalidad, al otro lado de la calle Alcalde Pedro Alarcón, se alza la parroquia de San Miguel Arcángel. Fundada en 1881, a lo largo de su historia sufrió las consecuencias de varios terremotos, que han motivado reconstrucciones de la iglesia.
En el sector del barrio Gauss, en la villa San Miguel, entre las calles Carlos Edwards y Departamental, se extiende el Museo a Cielo Abierto en San Miguel, creado, gestionado y sostenido por el Centro Cultural Mixart que cuenta al 2025 con 65 murales de gran formato pintados en los muros ciegos de los edificios del sector. Se trata de aprox. 7.000 m² de arte público que realizaron más de 130 artistas nacionales e internacionales.

### San miguelinos
Los Prisioneros fueron un grupo musical creado en la década de 1980, autores de las canciones «La voz de los 80», «El baile de los que sobran», «Quién mató a Marilyn», «San Miguel», «Paramar» y «Estrechez de corazón», entre otras. Sus integrantes —Jorge González, Claudio Narea y Miguel Tapia— vivieron en la comuna y se conocieron en el Liceo 6.

### Religión
La comuna tiene la siguiente organización eclesiástica correspondiente a la Iglesia católica en Chile:
Arquidiócesis de Santiago de Chile
- Vicaría de la Zona Sur
  - Decanato San Miguel
    - Parroquia San Miguel Arcángel

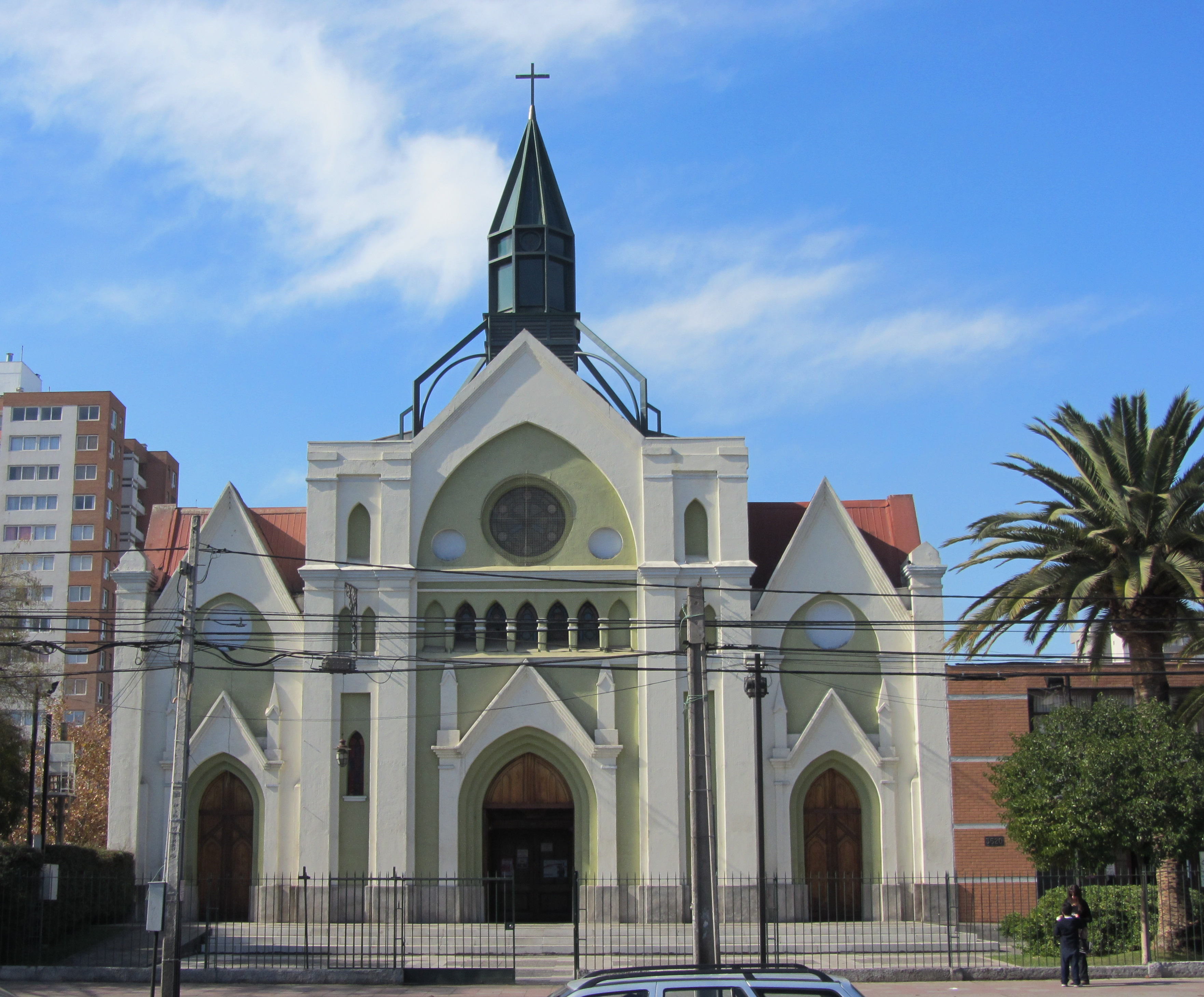
Iglesia de San Miguel Arcángel.

    - Parroquia San Antonio María Claret
    - Parroquia Santo Cura de Ars
    - Parroquia Santa María de la Esperanza

  - Decanato San Joaquín
    - Parroquia La Resurrección del Señor

## Transporte

### Principales vías

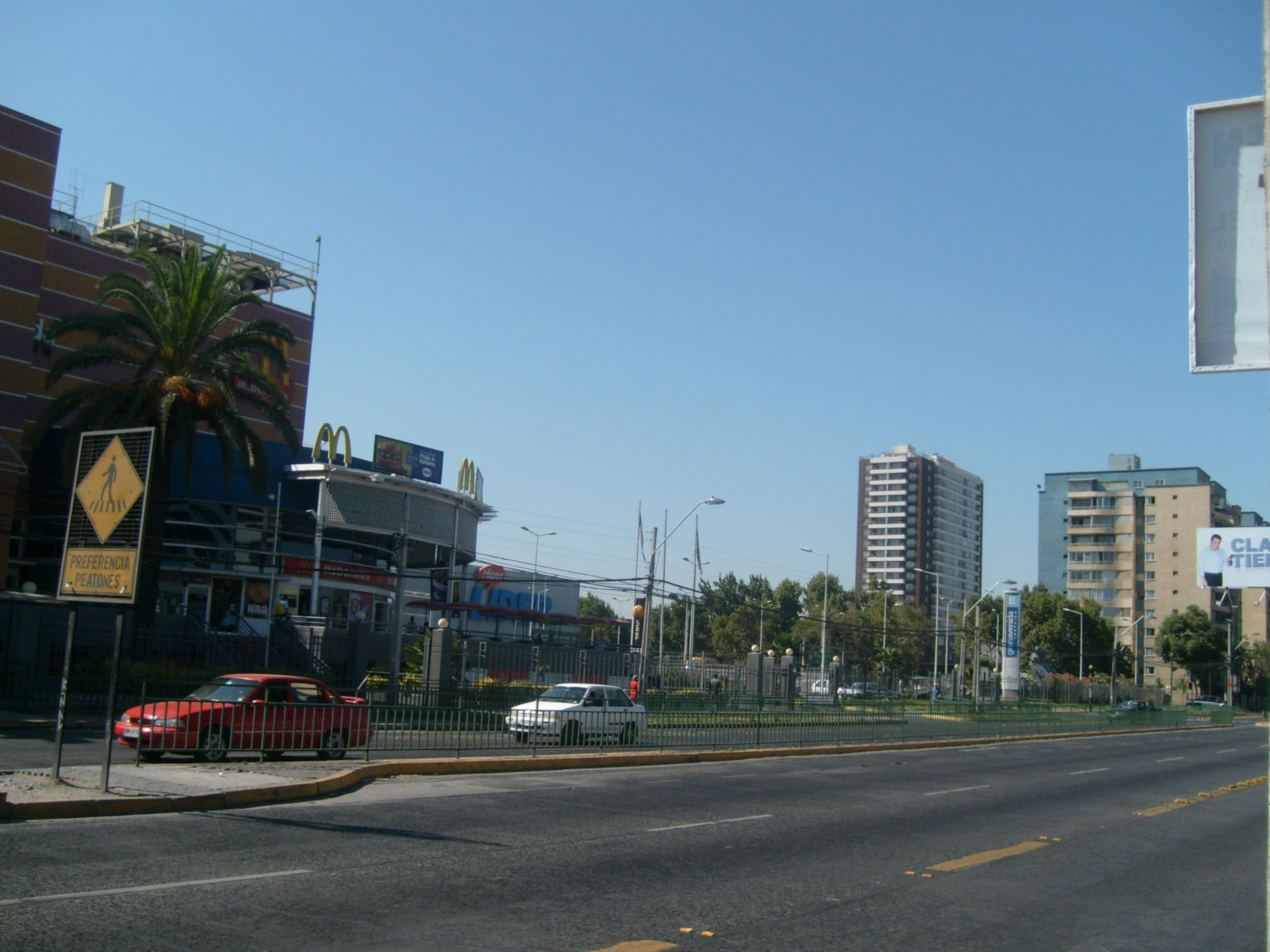
Gran Avenida, la principal de la comuna

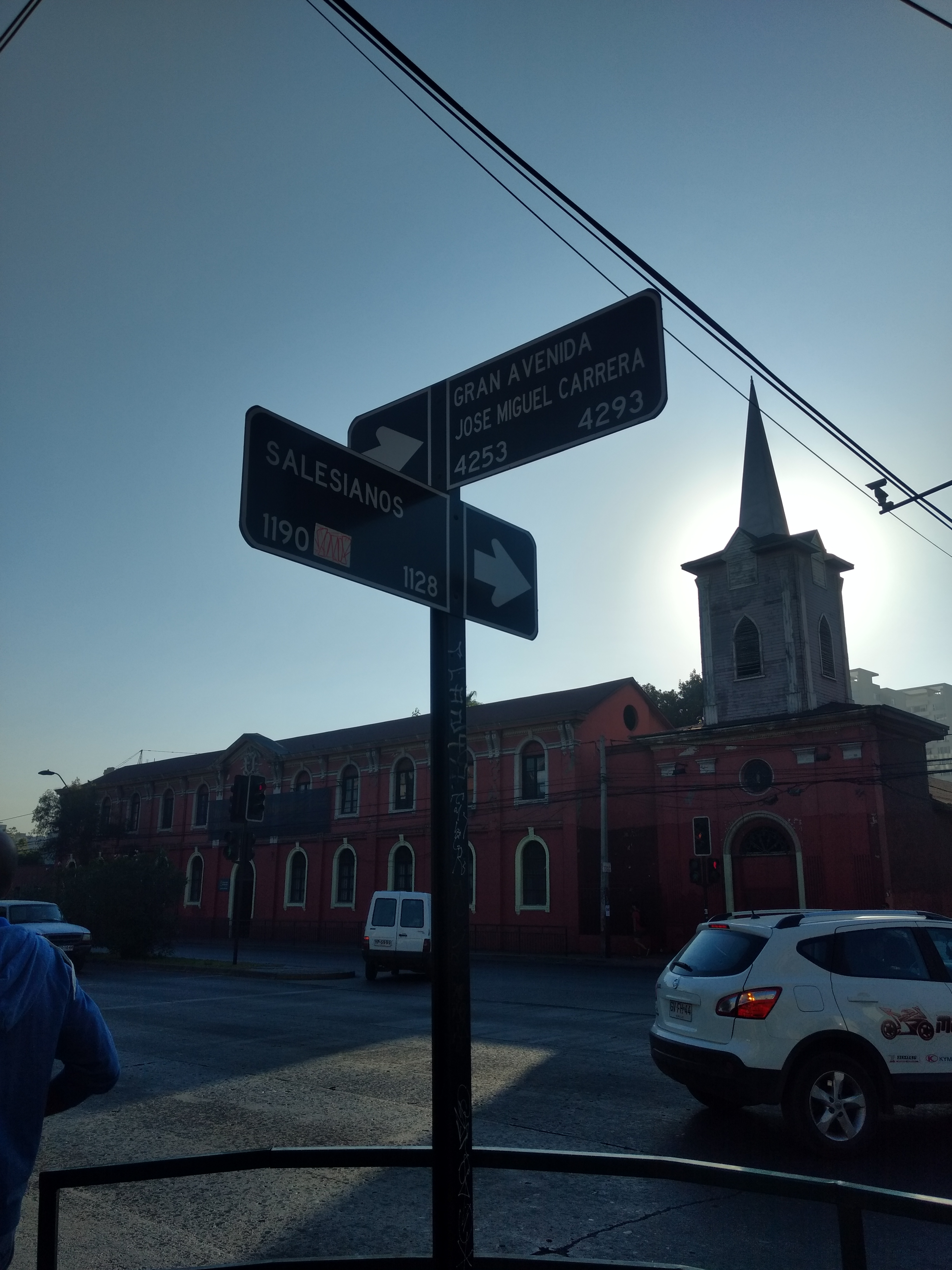
Esquina de Avenida Salesianos con Gran Avenida

El eje vial de San Miguel está bien estructurado. La Gran Avenida es el eje central de las demás, a las cuales corta perpendicularmente. Estas avenidas van numeradas de norte a sur entre Departamental (paradero 12) y Lo Ovalle (paradero 17): 1era Avenida, 2ª Avenida, etc. Las calles interiores que las cortan perpendiculares —y que por lo tanto, son paralelas a la Gran Avenida—, se llaman Transversales, numeradas de este a oeste: 1era Transversal, 2ª Transversal, etc. 
El límite oeste de la comuna lo constituye el paso de la Autopista Central, que cruza la capital de norte a sur; el este, la avenida Santa Rosa; la frontera norte corre por donde se ubicaba la línea del ferrocarril a Ñuñoa, mientras que la avenida Lo Ovalle marca el límite sur con las vecinas La Cisterna y San Ramón.
Sentido este - oeste
- Avenida Carlos Silva Vildósola-Avenida Isabel Riquelme (paradero 1)
- Avenida Carlos Valdovinos (paradero 3)
- Avenida Salesianos (paradero 9)
- San Nicolás (paradero 11)
- Avenida Departamental (paradero 12)
- Avenida Lo Ovalle (paradero 17)

Sentido norte - sur
- Gran Avenida José Miguel Carrera
- Avenida Presidente Jorge Alessandri Rodríguez
- Avenida Santa Rosa
- Calle San Ignacio

### Metro
San Miguel cuenta con varios recorridos de microbuses que la conectan con las demás comunas y el centro de Santiago, al cual es adyacente. También se encuentra surcada de norte a sur por la Línea 2 y la Línea 6 del metro de Santiago; cuenta con siete estaciones:
- : Franklin • El Llano • San Miguel • Lo Vial • Departamental • Ciudad del Niño

- : Franklin  • Bío-Bío

Además se está estudiando la construcción de la nueva línea  del Metro de Santiago para el año 2030.

### Ciclovías
En 2014 el municipio decidió entrar como parte del sistema de bicicletas públicas compartidas Bikesantiago, el cual se implementará en la comuna durante el 2016.
[actualizar]